# یخ‌کاست

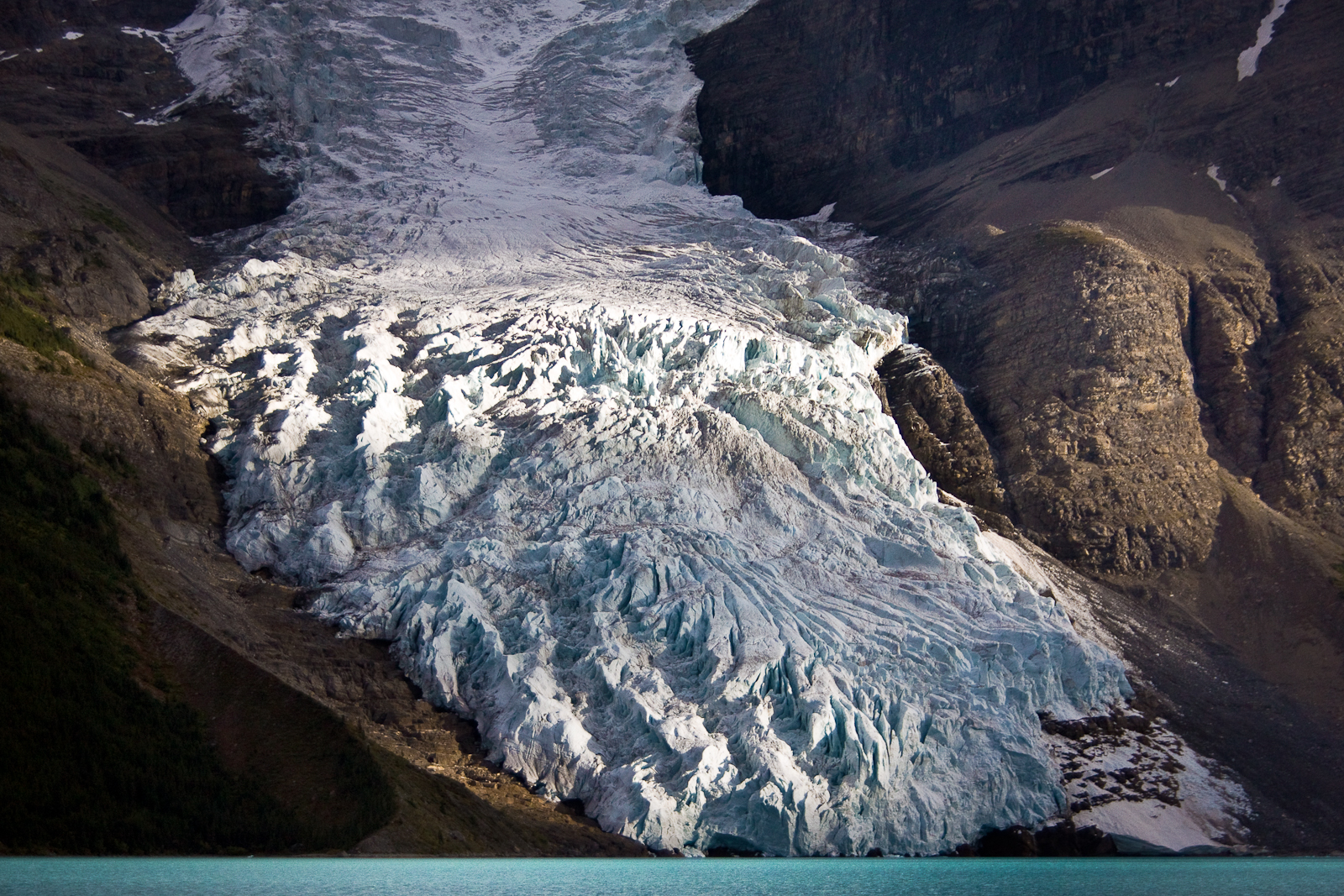
نمایی از یخ‌کاست

یخ‌کاست (به انگلیسی: Ablation) اصطلاحاً کاهش حجم یخسار بر اثر تبخیر یا گداخته (ذوب) شدن است. بخشی از یخسار یا حوضهٔ برفی که در آن یخ‌کاست بیش از انباشته شدن صورت می‌گیرد را نیز پهنهٔ یخ‌کاست (به انگلیسی: Ablation area).
غار یخ‌کاستی	نوعی غار یخساری با چند متر ارتفاع و عرض است که نزدیک به انتهای یخسار تشکیل می‌شود.